# Sydney Parkinson
Sydney Parkinson (Edimburgo, 1745 – Batavia, 26 gennaio 1771) è stato un naturalista e illustratore scozzese.

## Biografia
Trasferitosi da Edimburgo a Londra, nel 1766 fu assunto da Joseph Banks presso i Kew Gardens, dove lavorò per circa un anno. Nel 1767 Banks lo segnalò a James Cook, che lo ingaggiò per la sua prima spedizione a bordo della HMS Endeavour. In quattro anni di viaggio produsse una notevole mole di illustrazioni botaniche ed etnoantropologiche. Ammalatosi di malaria, Parkinson morì a soli 26 anni, mentre si trovava al largo della città di Batavia (oggi Giacarta); il suo corpo ricevette diretta sepoltura in mare.
Il Ficus parkinsonii e la Procellaria parkinsonii sono stati dedicati al suo nome.

## Opere
- A Journal of a Voyage to the South Seas, in His Majesty's Ship, the Endeavour, 1768-1771.

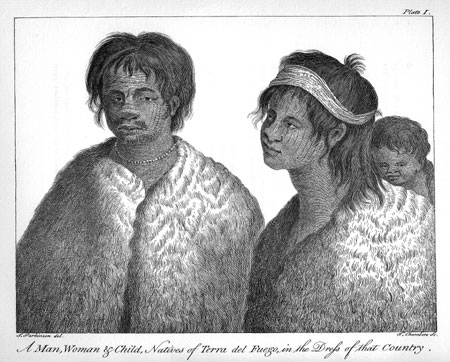
Abitanti della Terra del Fuoco
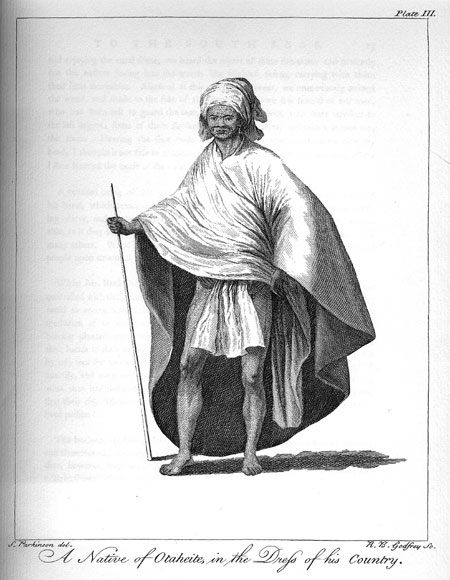
Abitanti di Tahiti
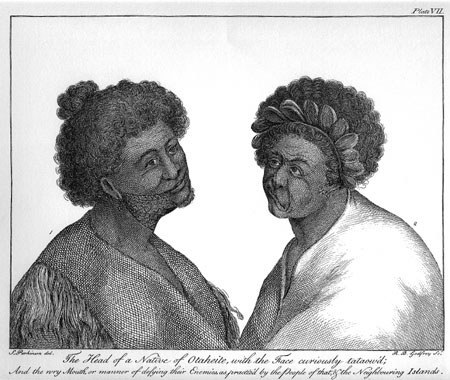
Abitanti di Tahiti
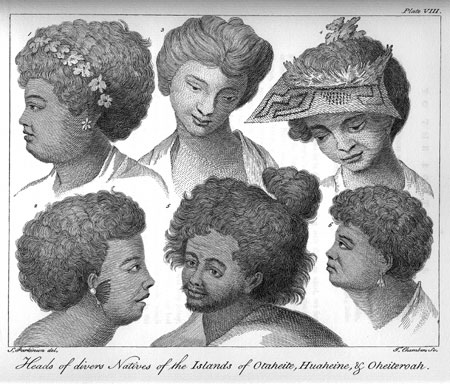
Indigeni delle Isole della Società

- Banks' Florilegium, 1768-1771.

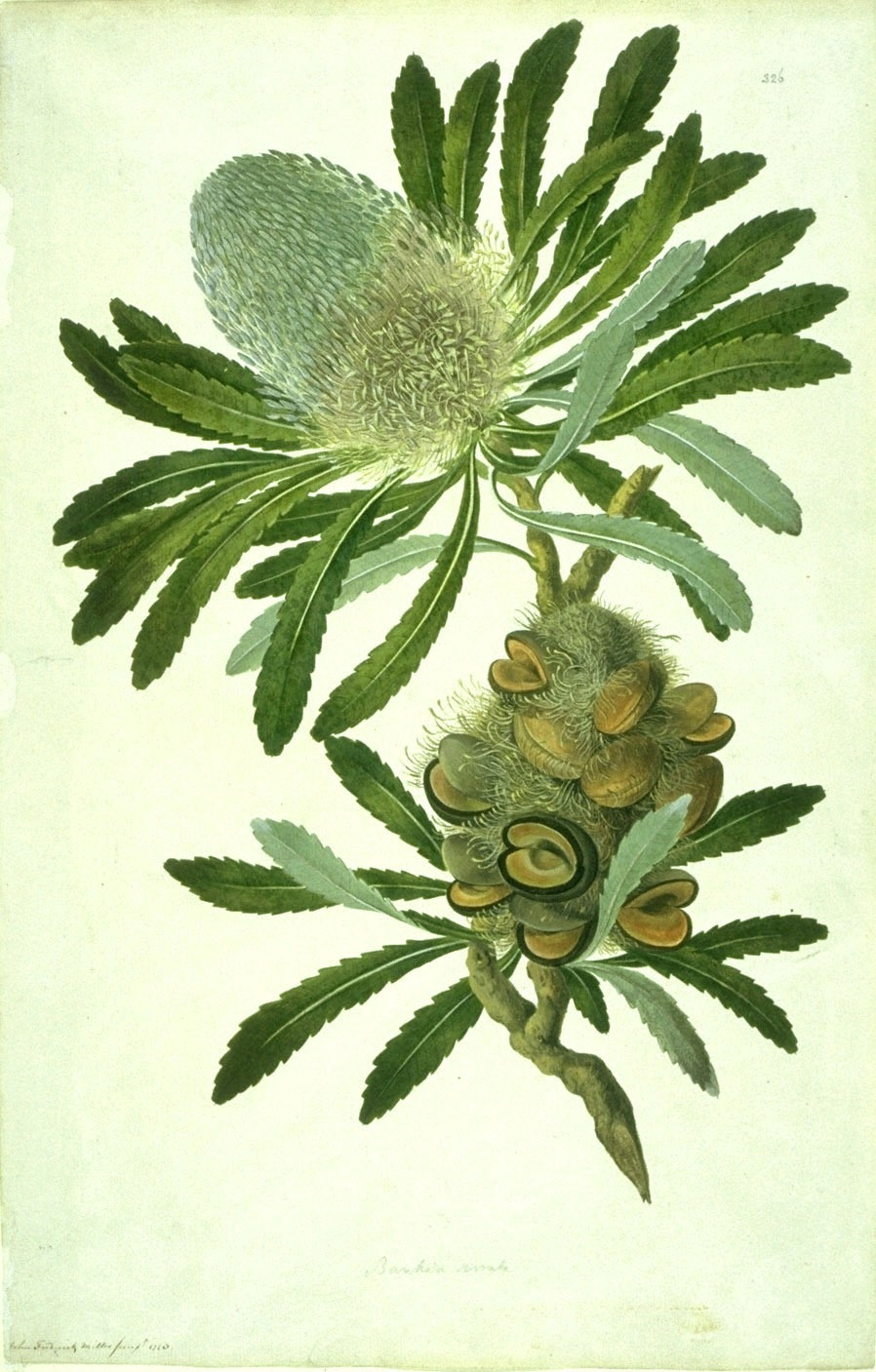
Banksia serrata
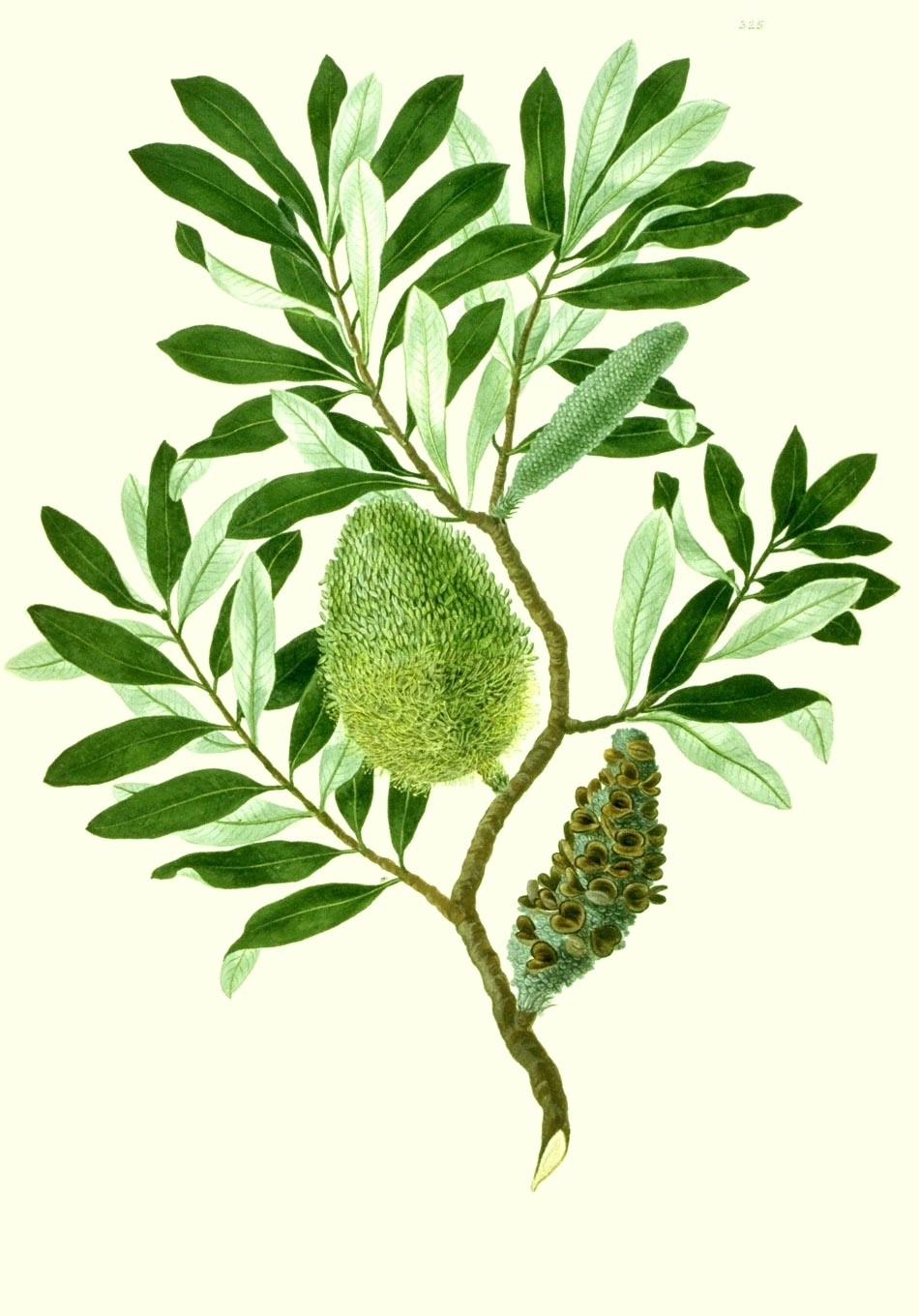
Banksia integrifolia
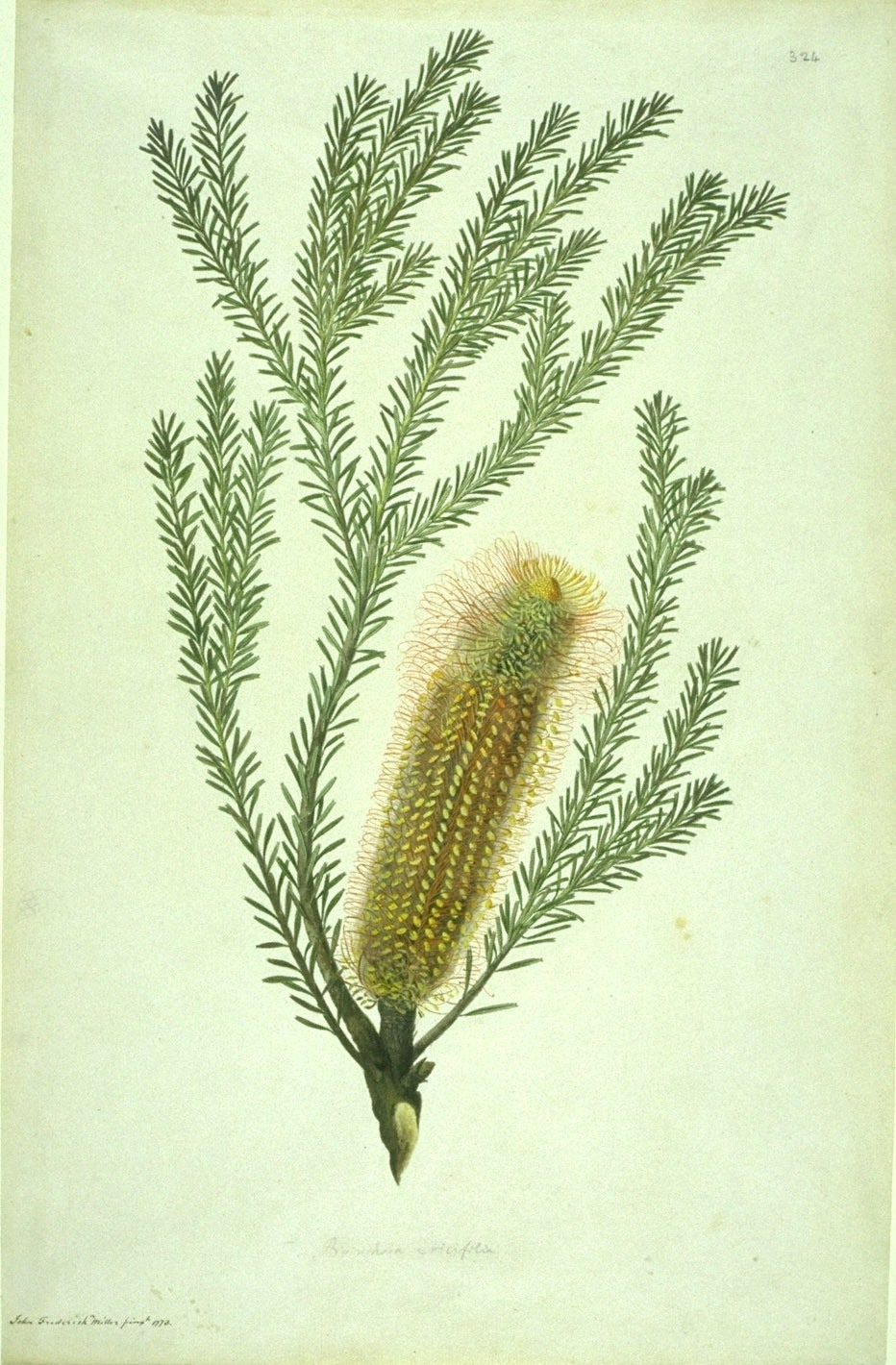
Banksia ericifolia
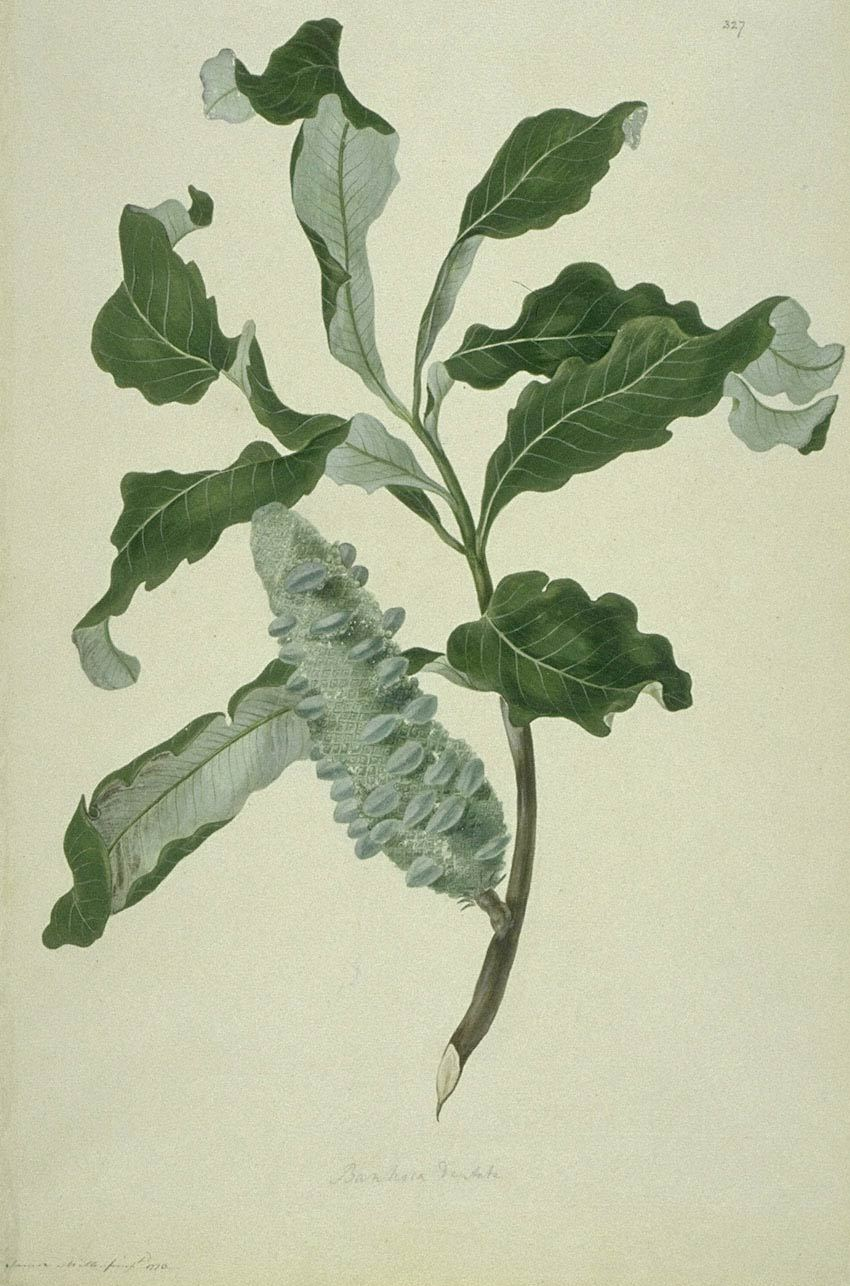
Banksia dentata